# Chvalšinský potok
Der Chvalšinský potok, auch Třebovický potok (deutsch Kalschinger Bach, auch Kalschingbach) ist ein linker Zufluss der Polečnice in Tschechien.

## Verlauf
Der Třebovický potok entspringt südöstlich der Wüstung Sádlno (Zodl) auf dem Truppenübungsplatz Boletice. Seine Quelle befindet sich am nördlichen Fuße des Velký Plešný (Großer Pleschen, 1066 m n.m.) bzw. nordwestlich des Malý Plešný (Kleiner Pleschen, 881 m n.m.) in der zum Böhmerwaldvorland gehörigen Českokrumlovská vrchovina (Krummauer Hügelland). An seinem Oberlauf fließt der Bach zunächst nach Nordosten; bei der Ansiedlung Třebovice (Siebitz) nimmt er südöstliche Richtung. Sein weiterer Lauf durch das Militärgebiet führt vorbei an den Wüstungen Lomek (Haidl) und Vražice (Proßnitz), wo der Třebovický potok den Teich Okrouhlík speist, bis Střemily (Richterhof). Bei der Wüstung Hvozd (Hochwald) verlässt der Bach den Truppenübungsplatz und fließt südlich des Kraví vrch (Kuhberg, 797 m n.m.) vorbei an der Wüstung Osí (Schönfelden) bis Chvalšiny. Der Unterlauf des Chvalšinský potok führt vorbei an Červený Mlýn (Rothe Mühle), Červený Dvůr (Rothenhof), Křenov (Krenau) und Křenovský Dvůr (Krenauer Hof). Nach 17,9 Kilometern mündet der Chvalšinský potok nordöstlich von Kájov in die Polečnice.
Der Chvalšinský potok ist der größte Zufluss der Polečnice. Sein Lauf bildet die Grenze zwischen dem Blanský les und der Českokrumlovská vrchovina.
Der stark mäandrierende Bachlauf oberhalb von Křenov ist als Naturdenkmal PP Meandry Chvalšinského potoka geschützt.

## Zuflüsse
- Březovícký potok (l), unterhalb Třebovice
- Lužný potok (r), bei Střemily
- Střemilský potok (l), bei Hvozd
- Kycovský potok (l), bei Chvalšiny
- Borová (l), in Červený Mlýn
- Zámecký potok (l), unterhalb Červený Mlýn
- Boletický potok (r), in Křenov
- Křenovský potok (l), in Křenov
- Dolanský potok (r), oberhalb von Křenovský Dvůr